# Władysław Lech Terlecki

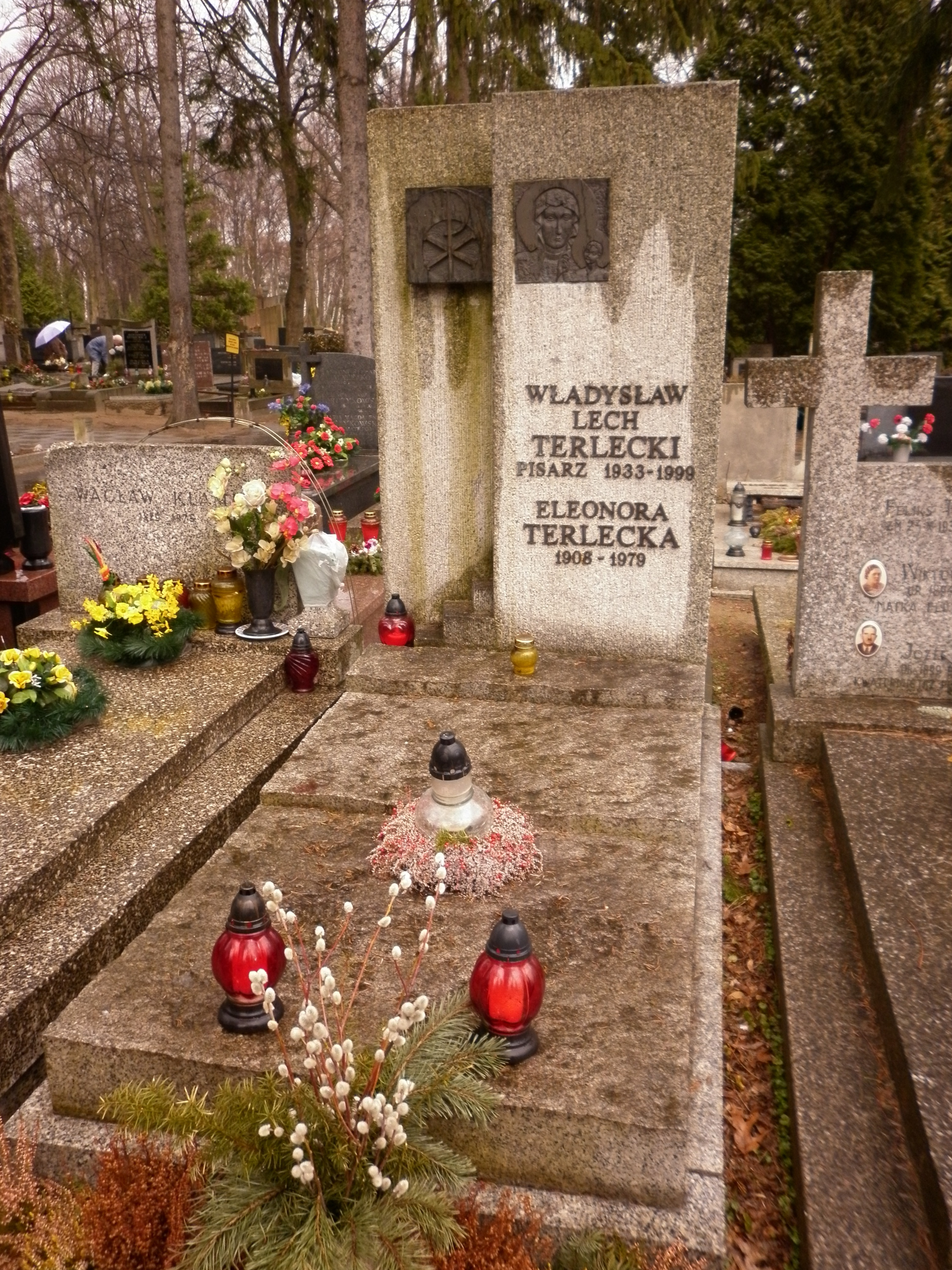
Grób Władysława Terleckiego na cmentarzu Wojskowym na Powązkach w Warszawie

Władysław Lech Terlecki (ur. 18 maja 1933 w Częstochowie, zm. 3 maja 1999 w Warszawie) – polski pisarz, scenarzysta, autor powieści i opowiadań, słuchowisk, utworów dramatycznych i filmowych oraz scenariuszy. Autor licznych książek poświęconych powstaniu styczniowemu (Spisek, Dwie głowy ptaka, Powrót z carskiego sioła, Rośnie las, Lament).

## Życiorys
Urodził się w rodzinie Antoniego, ekonomisty, i Eleonory z domu Mikke (1908–1979), księgowej. Podczas okupacji niemieckiej przebywał w Częstochowie. Po wojnie uczęszczał do Gimnazjum i Liceum Ogólnokształcącego im. Romualda Traugutta w Częstochowie. W latach 1951–1954 studiował filologię polską na Uniwersytecie Wrocławskim. Studiów nie ukończył. 
W latach 1954–1958 był redaktorem „Wrocławskiego Tygodnika Katolików”, wydawanego przez Stowarzyszenie Pax zrzeszające katolików współpracujących z władzami komunistycznymi. W 1955 debiutował w katolickim tygodniku „Dziś i Jutro”, popierającym działania władz komunistycznych (był też redaktorem tego tygodnika do 1958). W 1958–1968 był redaktorem działu prozy w dwutygodniku „Współczesność”. Od 1967 przez pewien czas był redaktorem literackim w Polskim Radiu. W latach 70. współpracował nieoficjalnie z Radiem Wolna Europa.
W 1961 został członkiem Związku Literatów Polskich, a w 1966 Polskiego PEN Clubu. Był członkiem Stowarzyszenia Pisarzy Polskich (od 1989 członkiem Zarządu Głównego) oraz członkiem-założycielem Stowarzyszenia Pracowników Radia Wolna Europa w Warszawie.
Od 1955 żonaty z Lucyną Terlecką z domu Basaj (1930–2021). Ich córka Barbara (1956–2018), pracowała w Londynie jako dziennikarka BBC. Syn Tomasz (zm. 2017), absolwent ASP, był m.in. autorem książek poświęconych historii Komorowa.
Od 1956 mieszkał w Komorowie k. Pruszkowa. W latach 60. utrzymywał stały kontakt z mieszkającą tam Marią Dąbrowską. Po jej śmierci na mocy testamentu został jedną z osób opiekujących się spuścizną pisarki.
Zmarł w Warszawie, pochowany na cmentarzu Wojskowym na Powązkach (kwatera C23-4-3).

## Twórczość
Autor reportaży, nowel, powieści i opowiadań, słuchowisk, dramatów i publicystyki, m.in.:
- Kocie łby (1956)
- Podróż na wierzchołku nocy (1958)
- Pożar (1962)
- Spisek (1966),
- Sezon w pełni (1967)
- Gwiazda Piołun (1968)
- Dwie głowy ptaka (1970)
- Pielgrzymi (1972)
- Powrót z Carskiego Sioła (1973)
- Czarny romans (1974)
- Odpocznij po biegu (1975)
- Herbatka z nieobecnym (słuchowiska radiowe, 1976)
- Rośnie las (1977)
- Wczesny powrót (1978)
- Złoty wąwóz (wybór opowiadań 1978)
- Twarze 1863 (1979)
- Zwierzęta zostały opłacone (1980)
- Trzy etiudy kryminalne (1980)
- Cień karła, cień olbrzyma (1983)
- Pismak (1984)
- Lament (1984)
- Wieniec dla sprawiedliwego (1988)
- Drabina Jakubowa (1988)
- Cyklop (1989)
- Laur i cierń (1989)
- Maski (1989)
- Zabij cara (1992)
- Wyspa kata (1999)

## Ekranizacje
- W biały dzień (1980), na podstawie powieści Zwierzęta zostały opłacone, reżyseria Edward Żebrowski
- Stacja (1981), na podst. opowiadania Zamieć, reż. Antoni Krauze
- Pismak (1985), na podst. powieści pod tym samym tytułem, reż. Wojciech Jerzy Has
- Gwiazda Piołun (1999), na podst. powieści pod tym samym tytułem, reż. Henryk Kluba

## Spektakle telewizyjne (autor)
- Myśliwi (1967), reż. Andrzej Witkowski
- Późna rozmowa (1968), reż. Teresa Żukowska
- Wieczór imieninowy (1975), reż. Jerzy Domaradzki
- Herbatka z nieobecnym (1976), reż. Tadeusz Worontkiewicz
- Trójkąt z pieskiem (1977), reż. Zdzisław Wardejn
- Przyjdę do pani znów... (1987), reż. Andrzej Sapija
- Cyklop (1989), reż. Izabella Cywińska
- Krótka noc (1990), reż. Robert Gliński
- Dwie głowy ptaka (1992), reż. Wojciech Wójcik
- Idź na brzeg, widać ogień (1993), reż. Teresa Kotlarczyk
- Biuro pisania podań (1993), reż. Mirosław Bork
- Mateczka (1995), reż. Stanisław Różewicz
- Biuro rzeczy znalezionych (1996), reż. Urszula Urbaniak
- Śmierć w Tyflisie (1997), reż. Maciej Dejczer
- Dragon (2000), reż. Stanisław Różewicz

## Nagrody i odznaczenia
- 1967 – Nagroda Naczelnego Redaktora Audycji Literackich Polskiego Radia
- 1972 – Nagroda Fundacji im. Kościelskich w Genewie
- 1972 – Wyróżnienie Naczelnego Redaktora Programów Literackich Polskiego Radia za Wieczór imieninowy
- 1973 – Nagroda w konkursie Polskiego Radia na premierę roku 1972 za utwór Biuro pisania podań
- 1974 – Złoty Krzyż Zasługi
- 1975 – Wyróżnienie w plebiscycie Radia Wolna Europa za powieść Dwie głowy ptaka
- 1977 – Wyróżnienie w plebiscycie Radia Wolna Europa za powieść Odpocznij po biegu
- 1977 – Nagroda miesięcznika „Odra”
- 1979 – Nagroda Prezesa Rady Ministrów II stopnia
- 1979 – Nagroda Polskiego Towarzystwa Historycznego
- 1979 – Główna nagroda na Międzynarodowym Tygodniu Filmowym w Cordobie za ...Gdziekolwiek jesteś, panie prezydencie
- 1981 – Nagroda w konkursie wydawnictwa „Książka i Wiedza” za powieść Cień karła, cień olbrzyma
- 1982 – Krzyż Kawalerski Orderu Odrodzenia Polski
- 1984 – Nagroda „Literatury” „Debiut roku” za powieść Lament
- 1985 – Nagroda Oscar d'Italia na festiwalu filmowym w Salerno za scenariusz filmu Pismak
- 1985 – Nagroda w konkursie literackim na 40-lecie Polskiej Rzeczpospolitej Ludowej za powieść Wieniec dla sprawiedliwego
- 1987 – Nagroda Przewodniczącego Komitetu ds. Radia i Telewizji
- 1987 – Nagroda Funduszu Literatury za utwór dramatyczny Krótka noc
- 1987 – Nagroda w konkursie Teatru Polskiego w Warszawie za utwór dramatyczny Cyklop
- 1989 – Nagroda Ministra Kultury i Sztuki I stopnia
- 1989 – Nagroda Funduszu Literatury za utwór dramatyczny Cyklop
- 1989 – Nagroda literacka im. Jarosława Iwaszkiewicza wydawnictwa Czytelnik za powieść Cierń i laur
- 1995 – Nagroda PEN Clubu za twórczość prozatorską[5]
- 1999 – Nagroda Ministra Kultury i Sztuki w dziedzinie literatury (pośmiertnie)

Źródło:.